# 640
- Wikisource

| Calendário gregoriano                                                        | 640 DCXL                        |
| Ab urbe condita                                                              | 1393                            |
| Calendário arménio                                                           | 88 – 89                         |
| Calendário bahá'í                                                            | -1204 – -1203                   |
| Calendário budista                                                           | 1184                            |
| Calendário chinês                                                            | 3336 – 3337                     |
| Calendário copta                                                             | 356 – 357                       |
| Calendário etíope                                                            | 632 – 633                       |
| Calendários hindus - Vikram Samvat - Calendário nacional indiano - Cáli Iuga | 695 – 696 561 – 562 3740 – 3741 |
| Calendário Holoceno                                                          | 10640                           |
| Calendário islâmico                                                          | 19 – 20                         |
| Calendário judaico                                                           | 4400 – 4401                     |
| Calendário persa                                                             | 18 – 19                         |
| Calendário rúnico                                                            | 890                             |
| Calendário solar tailandês                                                   | 1183                            |

640 (DCXL, na numeração romana) foi um ano bissexto do século VII que começou num sábado, segundo o calendário juliano.  Segundo o horóscopo chinês, foi o ano do Rato.
| Ano completo                           |
| -------------------------------------- |
| Ano bissexto com início à quarta-feira |

## Eventos
- 28 de Maio - É eleito o Papa Severino.
- 24 de Dezembro - É eleito o Papa João IV.

## Nascimentos
- Muça ibne Noçáir - governador de Ceuta

## Mortes
- 2 de Agosto - Papa Severino